# العلاقات الأذربيجانية الكولومبية
العلاقات الأذربيجانية الكولومبية هي العلاقات الثنائية التي تجمع بين أذربيجان وكولومبيا.

## مقارنة بين البلدين
هذه مقارنة عامة ومرجعية للدولتين:
| وجه المقارنة                                              | أذربيجان        | كولومبيا        |
| --------------------------------------------------------- | --------------- | --------------- |
| المساحة (كم2)                                             | 86.60 ألف       | 1.14 مليون      |
| عدد السكان (نسمة)                                         | 10.00 مليون     | 49.07 مليون     |
| الكثافة السكانية (ن./كم²)                                 | 115.47          | 43.04           |
| العاصمة                                                   | باكو            | بوغوتا          |
| اللغة الرسمية                                             | اللغة الأذرية   | اللغة الإسبانية |
| العملة                                                    | مانات أذربيجاني | بيزو كولومبي    |
| الناتج المحلي الإجمالي (بليون دولار)                      | 40.75 مليار     | 309.19 مليار    |
| الناتج المحلي الإجمالي (تعادل القوة الشرائية) بليون دولار | 171.56 مليار    | 724.96 مليار    |
| الناتج المحلي الإجمالي الاسمي للفرد دولار أمريكي          | 5.50 ألف        | 7.60 ألف        |
| الناتج المحلي الإجمالي للفرد دولار أمريكي                 | 17.52 ألف       | 13.36 ألف       |
| مؤشر التنمية البشرية                                      | 0.751           | 0.720           |
| رمز المكالمات الدولي                                      | +994            | +57             |
| رمز الإنترنت                                              | .az             | .co             |
| المنطقة الزمنية                                           | ت ع م+04:00     | 00              |

## منظمات دولية مشتركة
يشترك البلدان في عضوية مجموعة من المنظمات الدولية، منها:
| علم المنظمة | اسم المنظمة                               | تاريخ انضمام أذربيجان | تاريخ انضمام كولومبيا |
| ----------- | ----------------------------------------- | --------------------- | --------------------- |
|             | الاتحاد البريدي العالمي                   | ?                     | ?                     |
|             | يونسكو                                    | 3 يونيو 1992          | 31 أكتوبر 1947        |
|             | البنك الدولي للإنشاء والتعمير             | 18 سبتمبر 1992        | 24 ديسمبر 1946        |
|             | وكالة ضمان الاستثمار متعدد الأطراف        | 23 سبتمبر 1992        | 30 نوفمبر 1995        |
|             | الاتحاد الدولي للاتصالات                  | 10 أبريل 1992         | 25 أغسطس 1914         |
|             | منظمة الشرطة الجنائية الدولية             | ?                     | ?                     |
|             | مؤسسة التمويل الدولية                     | 11 أكتوبر 1995        | 20 يوليو 1956         |
|             | الأمم المتحدة                             | 2 مارس 1992           | 5 نوفمبر 1945         |
|             | مؤسسة التنمية الدولية                     | 31 مارس 1995          | 16 يونيو 1961         |
|             | منظمة حظر الأسلحة الكيميائية              | ?                     | ?                     |
|             | المركز الدولي لتسوية المنازعات الاستشارية | 18 أكتوبر 1992        | 14 أغسطس 1997         |

## وصلات خارجية
- موقع وزارة الخارجية الأذربيجانية